# Egle washburni
Egle washburni är en tvåvingeart som beskrevs av Griffiths 2003. Egle washburni ingår i släktet Egle och familjen blomsterflugor. Inga underarter finns listade i Catalogue of Life.